# Teorema lui Cantor
Teorema lui Cantor este o teoremă matematică privind teoria mulțimilor.

## Enunț
Fie A o mulțime nevidă și {\displaystyle {\mathfrak {P}}(A)} mulțimea submulțimilor acesteia. Atunci cardinalul lui A este strict mai mic decât cardinalul lui {\displaystyle {\mathfrak {P}}(A)}

## Demonstrație
Fie funcția oarecare care pune în corespondență o mulțime A cu mulțimea submulțimilor P(A) a acestei mulțimi A:
f: A → {\displaystyle {\mathfrak {P}}(A)}
Demonstrarea acestei teoreme este echivalentă cu a demonstra enunțul: f nu poate fi surjectivă. Pentru aceasta e suficient a determina o submulțime a lui A care să nu fie imaginea lui f.
Considerăm mulțimea
{\displaystyle B=\left\{\,x\in A:x\not \in f(x)\,\right\}.}
Pentru a arăta că B nu este imaginea lui f, să presupunem prin absurd că B este imaginea lui f. 
Atunci pentru un
{\displaystyle x\in A}
avem {\displaystyle f(x)=B}.
Avem cazurile:
- {\displaystyle x\in B} :

atunci {\displaystyle x\not \in f(x)}
deci {\displaystyle x\not \in B}
- {\displaystyle x\not \in B}

atunci {\displaystyle x\in f(x)}
deci {\displaystyle x\in B}
În ambele cazuri se obține o contradicție.
Aceasta dovedește că B nu este imaginea lui f, deci f nu este surjectivă. 
Deci mulțimile A și
{\displaystyle {\mathfrak {P}}(A)}
nu sunt echipotente.